# سامرست (کنتاکی)
سامرست (به انگلیسی: Somerset) شهری در ایالت کنتاکی کشور ایالات متحده آمریکا است که جمعیت آن در سرشماری سال ۲۰۱۰ میلادی، ۱۱٬۱۹۶ نفر بوده‌است.